# Караманово
Карамàново е село в Северна България. То се намира в община Ценово, област Русе, на 17 километра от град Свищов.

## География
Село Караманово (област Русе) се намира в Северен централен планов регион на България и е част от община Ценово. Общата площ на землището му е 47,775 km². Намира се на 10 км южно от р. Дунав (с. Вардим), на 20 км от гр. Свищов и на 30 км от гр. Бяла.
Селище от полупръснат тип. Почвите на землището са излужени черноземни, образували се върху льосова скала. На север от селото се намира равна низина – Елията (в миналото е била блатиста площ). На запад от селото е разположена местността Картала.

## История
В началото селото е наброявало 10 семейства само българи. Към 1861 г. на територията му има 200 къщи, населени предимно от българи и в по-малката си част от турци, татари и черкези, които се изселват след Освобождението. За изселниците напомнят наименованията на двете стари чешми – Татарската и Черкезката.

## Културни и природни забележителности
- Църквата „Св. Вознесение Господне“ е построена в средата на 19 век от група майстори на Колю Фичето, непосредствено след завършване на моста при град Бяла. Гледана от птичи поглед църквата прилича на кръст. Интересни са сведенията за връзките на брациговските майстори с Караманово – трима от тях се оженват за моми от селото, като с булките си се връщат в Брацигово; а други трима майстори се женят за моми от селото и остават да живеят в него.
- Селото има и свое основно училище – „Христо Ботев“. Създадено е през 1856 г. и е наградено с орден „Кирил и Методий“ – първа степен. То функционира и обучава около 65 деца.
- С орден „Кирил и Методий“ – първа степен е наградено и читалището „Светлина – 1905 г.“.
- Селото разполага и със собствена детска градина „Радост“, открита на 5 декември 1983 г.
- През 1952 – 1954 г. е построена и ловна хижа, която също функционира.
- Селото има и свой Футболен клуб. Той носи прозвището на великия български революционер Левски. Основан е през 1946 година и е неизменен участник в Областната футболна група.

## Редовни и спортни събития
- Съборът на селото се провежда през последната неделя на месец октомври или първата на месец ноември (която от двете се случи по-близо до 1 ноември).

- Тодоровден е църковен празник, празнуван в съботния ден от първата седмица на Великия пост. Това е празник, посветен на хората и на конете, наричан още Конски великден. Основен обичай на празника е надбягването с коне, наричано „кушия“.

## Личности
- Асен Илиев – граничар. Роден на 24 април 1929 г. Загинал в престрелка с бандитска група на 31 март 1952 г. близо до връх Сарабурун, североизточно от с. Вълче поле, общ. Любимец, обл. Хасково. Произведен посмъртно в чин младши лейтенант и награден с орден „За храброст“ – трета степен. Централната улица и стадионът в селото носят неговото име.
- Проф. д.и.н. Величка Рангелова – родом от с. Караманово, завършва висше образование в УНСС София, специалност – статистика. Защитава докторска дисертация в УНСС. Работи в Научноизследователския институт по статистика 17 години като научен сътрудник и старши научен сътрудник. Преподава статистика 10 години в АОНСУ. Работи като директор на „Цени и финанси“ и директор на научния блок в Националния статистически институт. Избрана за общински съветник 2 пъти: в район Кремиковци и в Столична община, където участва в Стопанската комисия като заместник-председател, в бюджетната комисия и член на Надзорния съвет в Агенцията на столичната общинска приватизация. Ръководи като директор Центъра за анализи и прогнози към профсъюз „Промяна“. Създател е на общински гаранционен фонд при Столична община и 5 години е изпълнителен директор. Председател на борда на директорите на Националния гаранционен фонд „Солидарност“ и консултант на Общинския гаранционен фонд. Специализира в Чикаго, Вашингтон, Женева, Париж, Виена, Брюксел, Прага, Берлин, Москва. Има издадени много научни трудове и книги. Има над 500 публикации по медиите. Има международна известност. Често е интервюирана от международните агенции като БиБиСи, Ройтерс, Франс прес, Дойче веле, радио Свободна Европа и всички български телевизии и радиа.
- доц.д-р Крум Петков Крумов – редовен преподавател в С.А „Д.А – Ценов“ гр. Свищов. Доцент Крумов е международно доказан учен, инересуващ се от контрола върху инвестициите, взаимодействието на контролните институции и подобряването на финансовите и счетоводни практики. Има над 50 научни публикации в известни международни и национални икономически справочници. Говори руски и немски език. Интересува се от пчеларство, винарство, история и земеделие.